# Smittia windwardensis
Smittia windwardensis är en tvåvingeart som beskrevs av Ole Anton Saether 1981. Smittia windwardensis ingår i släktet Smittia och familjen fjädermyggor. Inga underarter finns listade i Catalogue of Life.